# Theophil von Hansen
Theophil Edvard Hansen, na Áustria a partir de 1867 Ritter von Hansen, a partir de 1884 Freiherr von Hansen (Copenhague, 13 de julho de 1813 – Viena, 17 de fevereiro de 1891) foi um mestre-construtor e arquiteto do neoclassicismo e historicismo dinamarquês/austríaco.

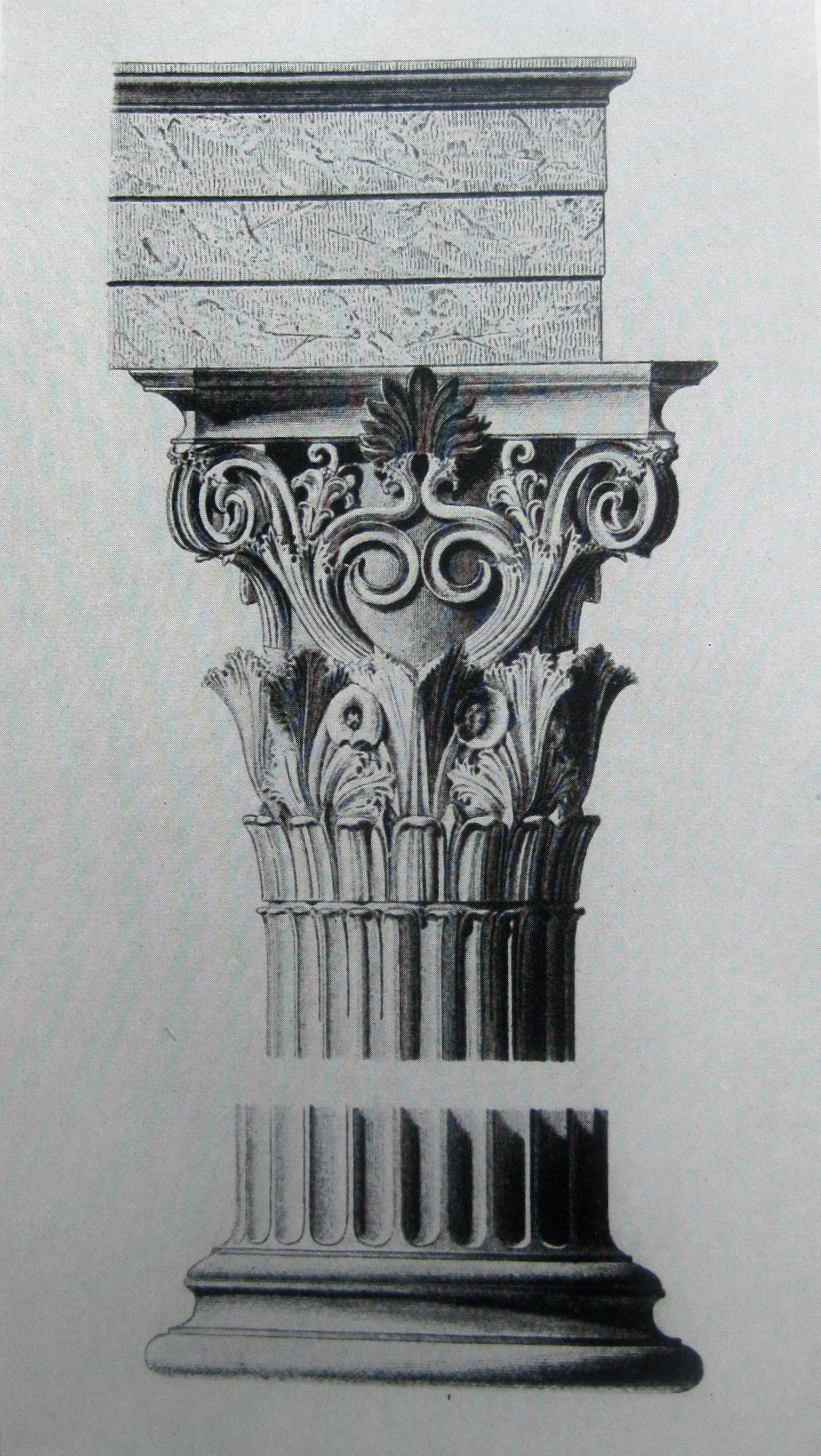
Uma coluna com capitel do Monumento Corégico de Lisicrates, desenho de Hansen

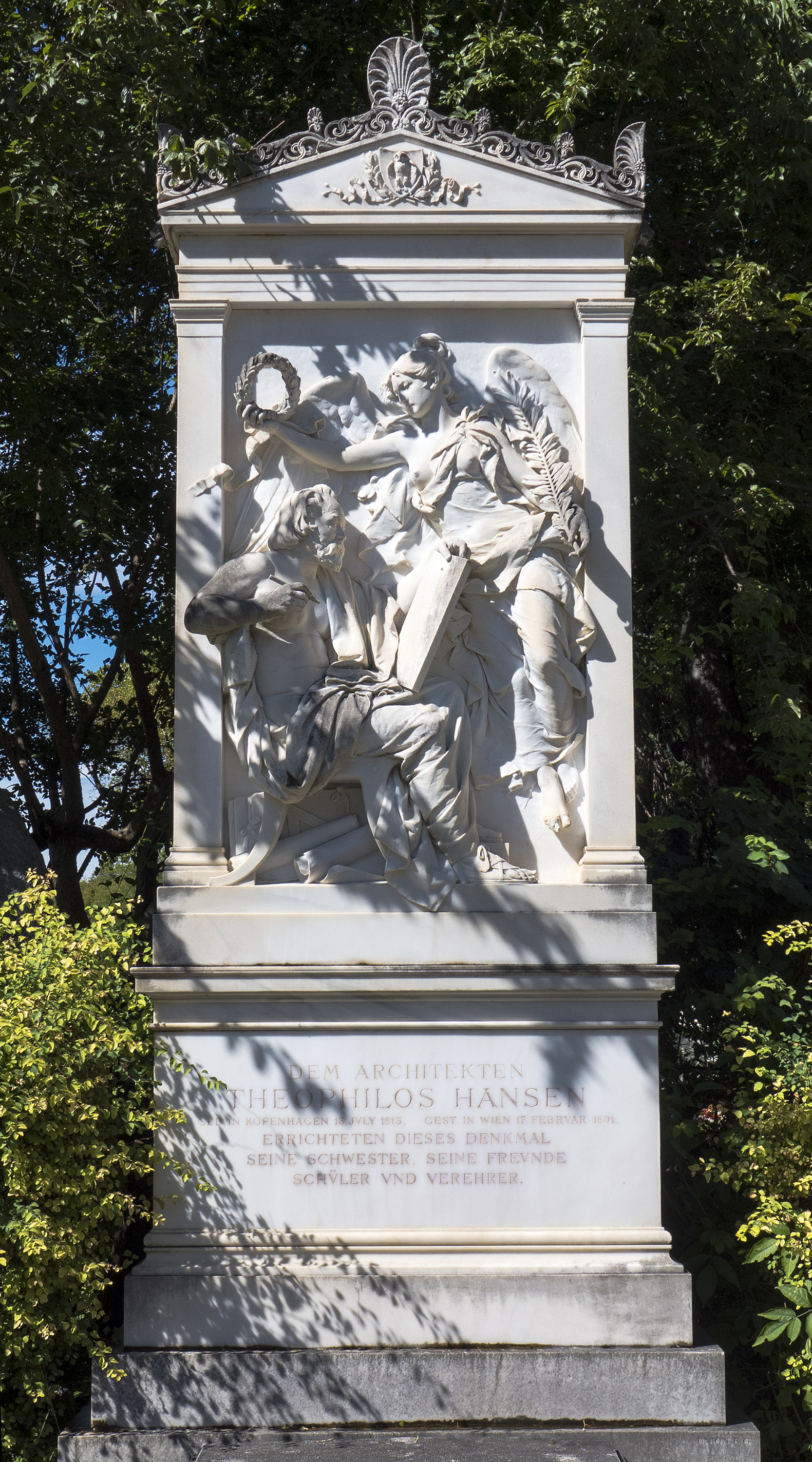
Sepultura de Hansen no Cemitério Central de Viena

## Obras

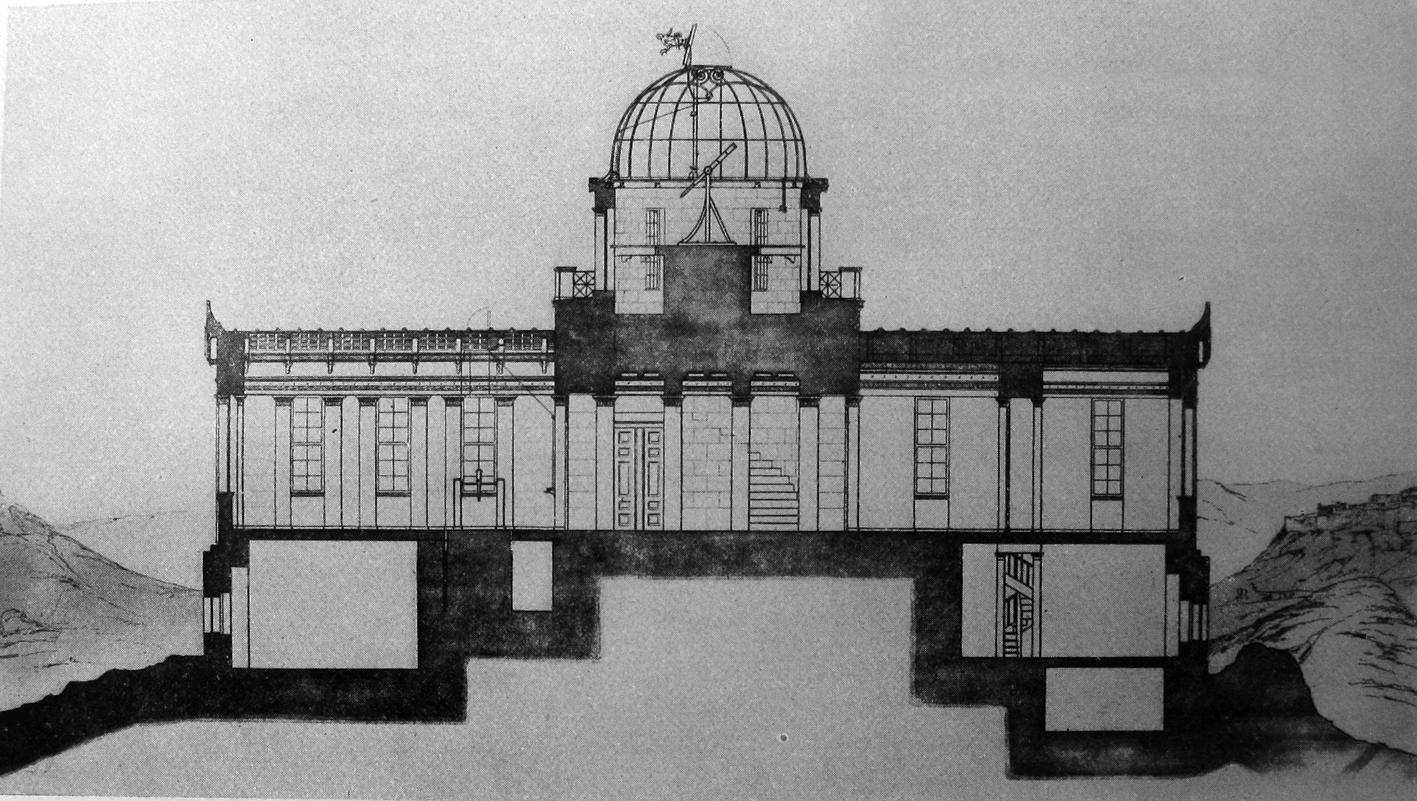
Entwurf Hansens zur Athener Sternwarte

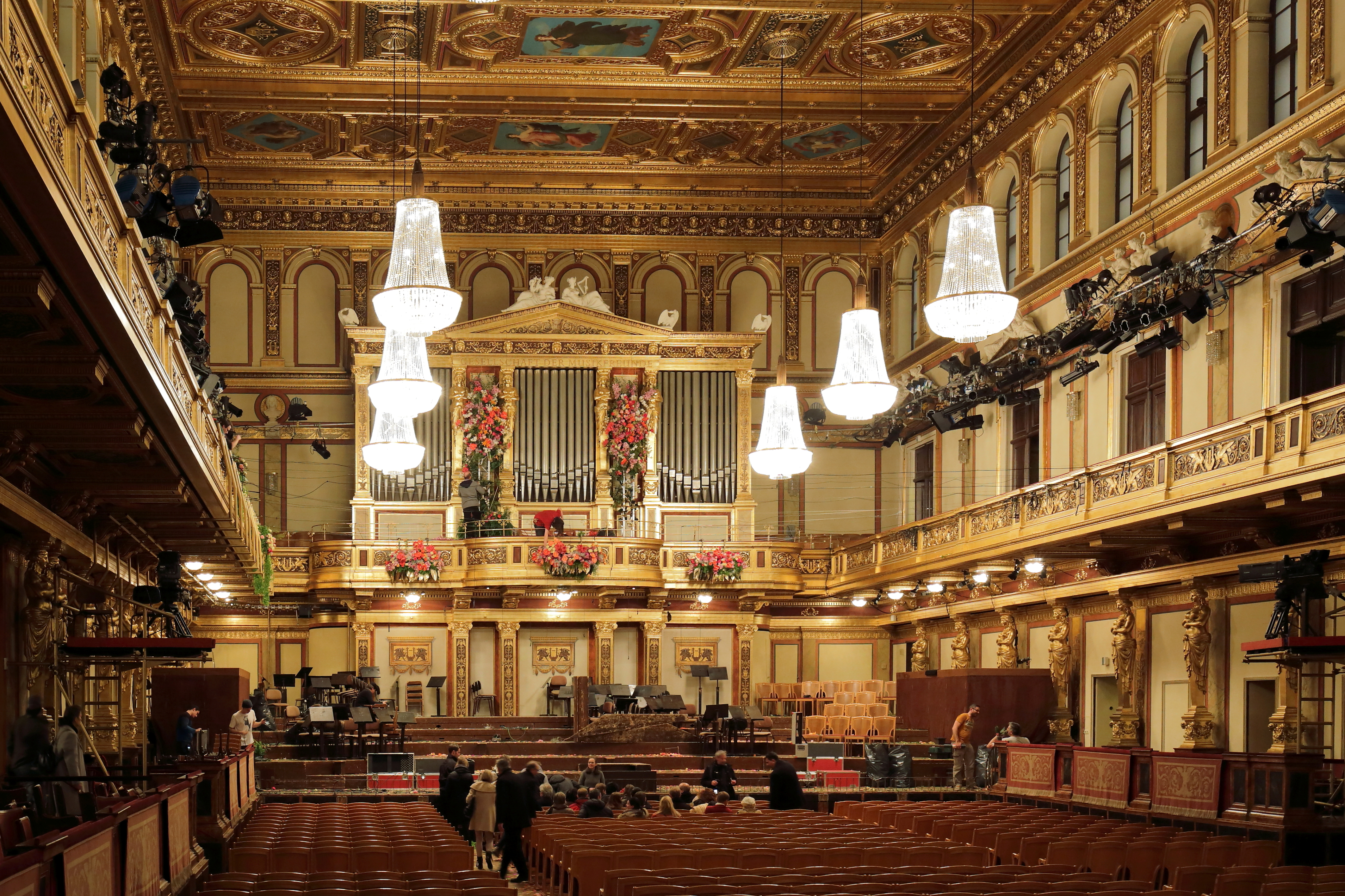
Festsaal des Wiener Musikvereins (1864–1870)

(listado por ano de conclusão; endereço atual)
- Catedral Metropolitana de Atenas, Atenas 1842
- Observatório Nacional de Atenas, 1843-46 (?)
- Palais Klein, Brünn, 1847–1848 (com Ludwig Förster)
- Universidade de Atenas, 1839-49 (erstes Gebäude der späteren „Athener Trilogie“)
- Jägerhaus (Jagdverwaltung des Schlosses Bad Vöslau), Roseggerstraße 19, 1851 (gemeinsam mit Ludwig Förster)
- K.k. Hof-Waffenmuseum, atualmente Museu de História Militar de Viena, em Arsenal, Viena 3., 1852–1856
- Academia de Atenas (moderna), a partir de 1856
- Hospital da cidade de Patras, 1857
- Evangelische Christuskirche auf dem Matzleinsdorfer Friedhof, Viena 10., 1858
- Griechenkirche zur heiligen Dreifaltigkeit, Viena 1., Fleischmarkt, 1856–1860 (Umbau)
- Evangelische Schulen, Viena 4., Karlsplatz 14, 1861
- Heinrichhof, Viena 1., Opernring, 1861 / 1862 (demolido em 1954 como ruína de bombardeio)
- Hotel Grande Bretagne, Atenas, 1862 (ex Palais Dimitriou)
- K.k. Militär-Invalidenhaus, Lemberg, Galizien, 1854–1863, heute Universität für Katastrophenschutz
- Palais Todesco, Viena 1., Kärntner Straße 51 (Innenausstattung), Viena, 1861–1864
- Landeskrankenhaus St. Anna, Brünn, 1864–1868
- Palais Erzherzog Wilhelm (heute Sitz des OPEC Fund), Viena 1., Parkring, 1864–1868
- Musikverein, Viena 1., Musikvereinsplatz, 1864–1870
- Palais Epstein, Viena 1., Dr.-Karl-Renner-Ring, 1868–1872
- Palais Ephrussi, Viena 1., Universitätsring, 1872/73
- „Palais Hansen“, Viena 1., Schottenring 20–26, 1869–1873 (1873 Hotel, später Amtsgebäude, seit 2012 Kempinski-Hotel; Name nicht historisch)
- Tschechisches Vereinshaus (Besední dům), Brünn, 1871–1873 (heute Brünner Philharmonie)
- Schloss Rappoltenkirchen (Umbau), Sieghartskirchen, Niederösterreich, 1870–1874
- Palais Pražák, Brünn, 1872–1874, heute Museum für angewandte Kunst
- Akademie der Bildenden Künste, Viena 1., Schillerplatz, 1869–1876
- Ehem. Wiener Börse, 1., Schottenring, 1874–1877
- Villa Welzl in Ternitz, Niederösterreich, 1879[1]
- Schloss Hernstein, Niederösterreich, 1856–1880
- Villa Nadelburg für die Industriellenfamilie Mohr und Hainisch, Lichtenwörth bei Wiener Neustadt, 1880–1882
- Reichsratsgebäude (Parlament), Viena 1., Dr.-Karl-Renner-Ring 3, 1871–1883
- Rudolf-Hof, Viena 9., Hörlgasse 15 (im Auftrag des Vereins zur Erbauung von Familienhäusern für k.k. Beamte, Benennung nach Kronprinz Rudolf), 1860–1883
- Zappeion, Atenas, 1874–1888
- Neue evangelische Kirche, Kežmarok (Käsmark, Slowakei), 1879–1892
- Achilleion (Korfu) (1880er Jahre: Bauzeichnungen; Auftrag an anderen Architekten)

Sem data de construção:
- Villa em Pressbaum, Baixa Áustria[2]

Uma lista detalhada de suas obras pode ser consultada em Architektenlexikon Wien 1770–1945 des Architekturzentrums Wien.

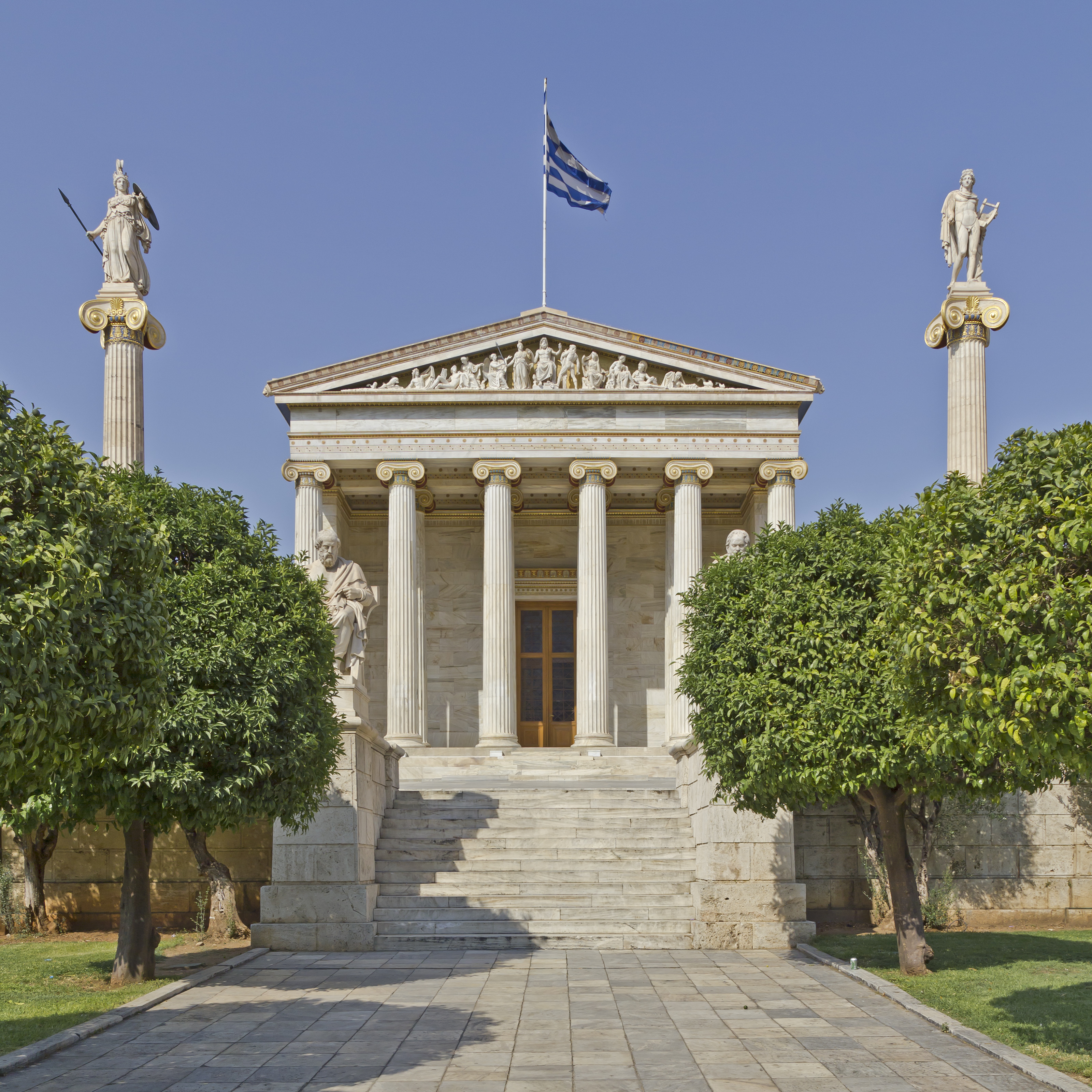
Zappeion em Atenas
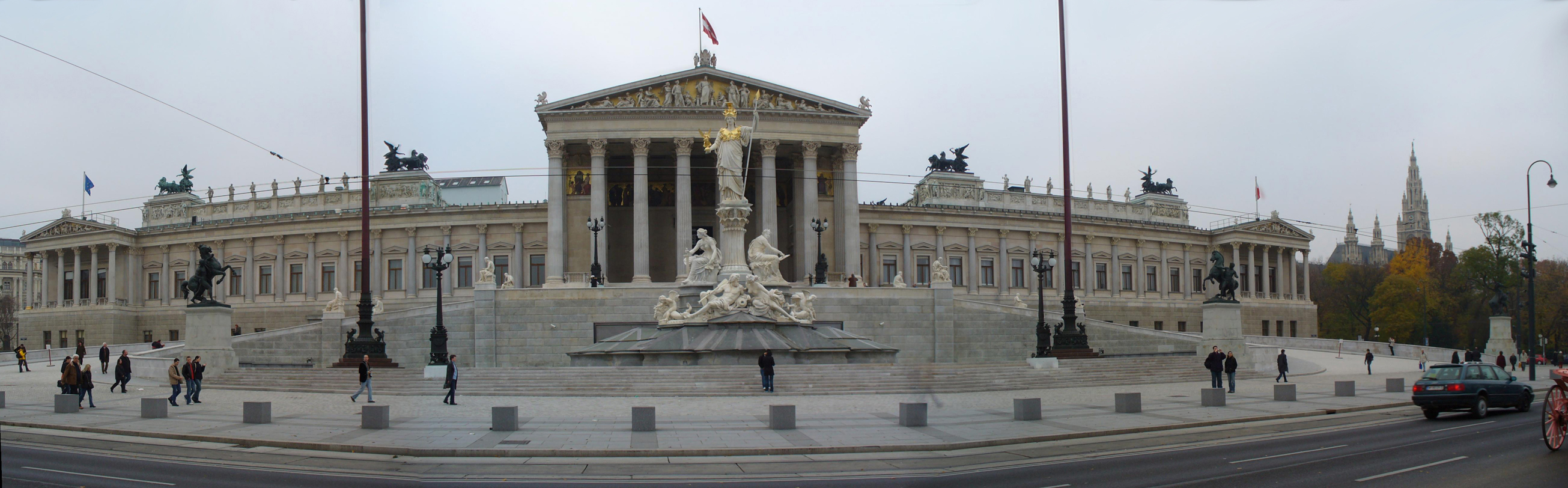
Das Parlamentsgebäude na Ringstraße
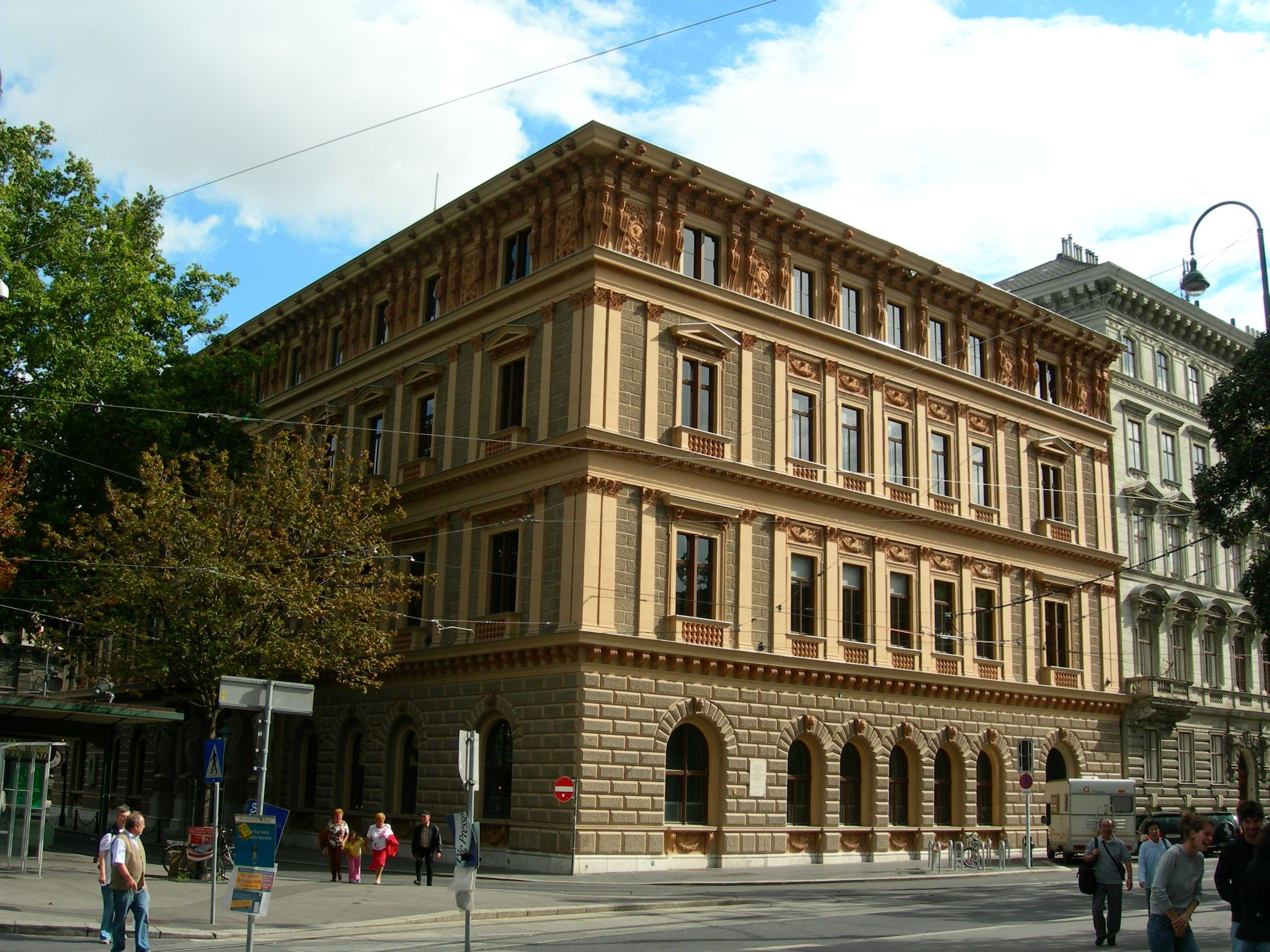
Palais Epstein (Vizinho do Parlamentsgebäude)
„Palais Hansen“ (Hotel de luxo do Kempinski-Gruppe)„Palais Hansen“ (Hotel de luxo do Kempinski-Gruppe)
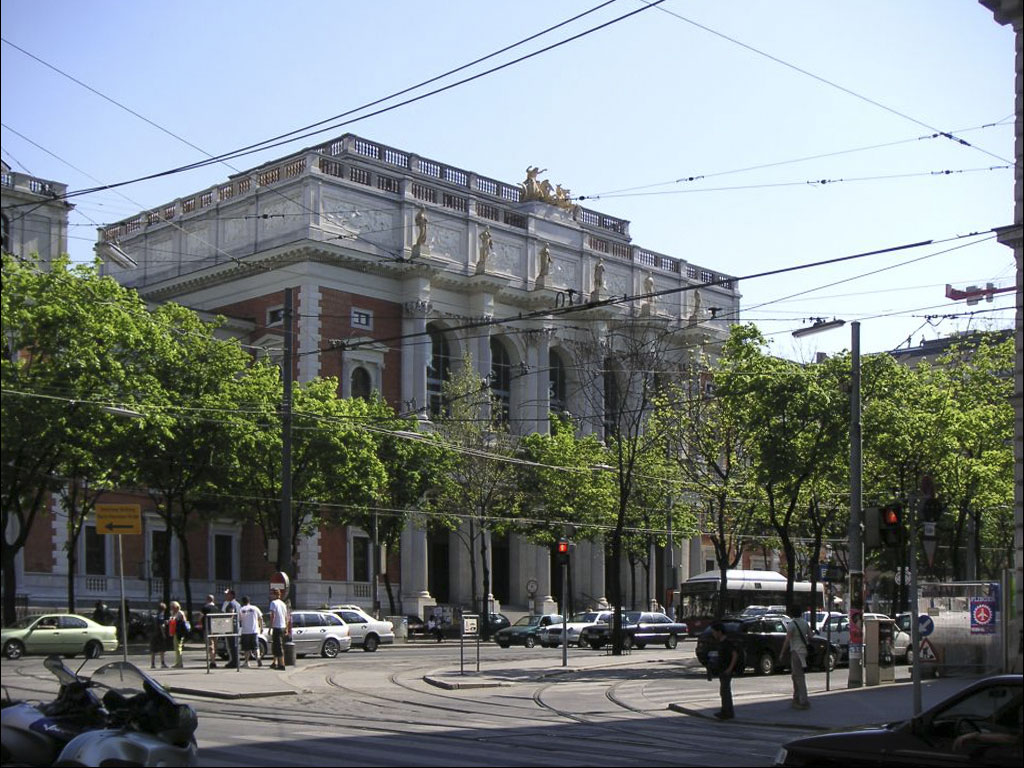
Antiga Wiener Börsengebäude (heute Luxus-Bürogebäude, die Börse siedelte 1998 nach Beginn der Privatisierung aus; Foto 2004)

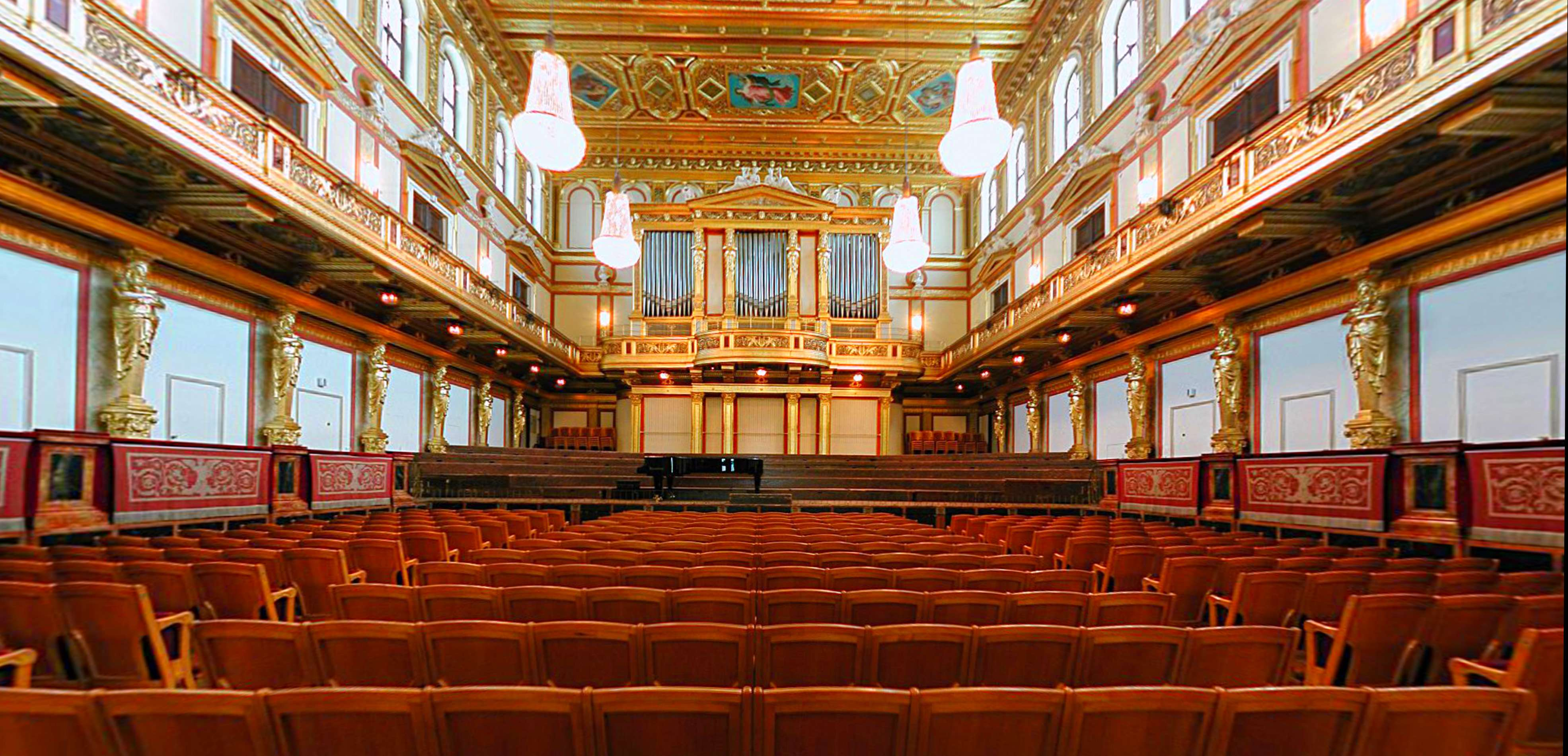
Sala de ouro da Musikverein de Viena, famosa pelo Concerto de Ano Novo de Viena
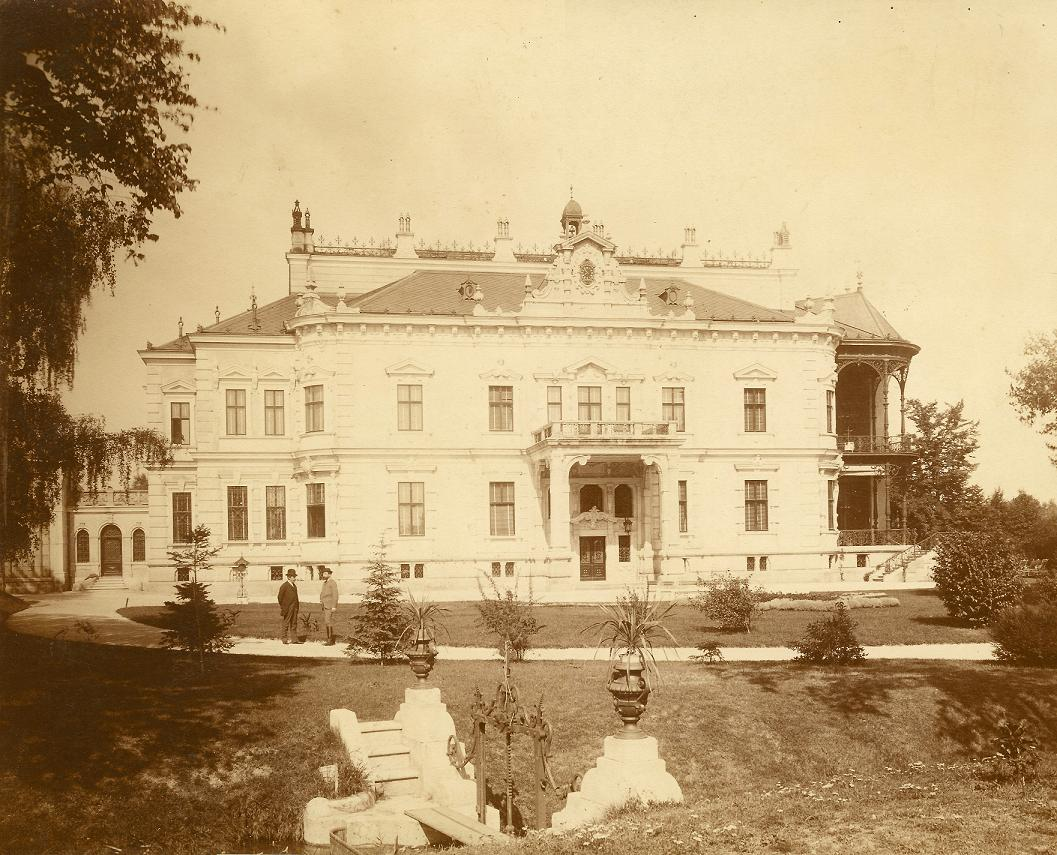
Villa Schloss Nadelburg, bekannt durch die k.k. priv. Nadelburger Messing- und Metallwarenfabrik zu Lichtenwörth.
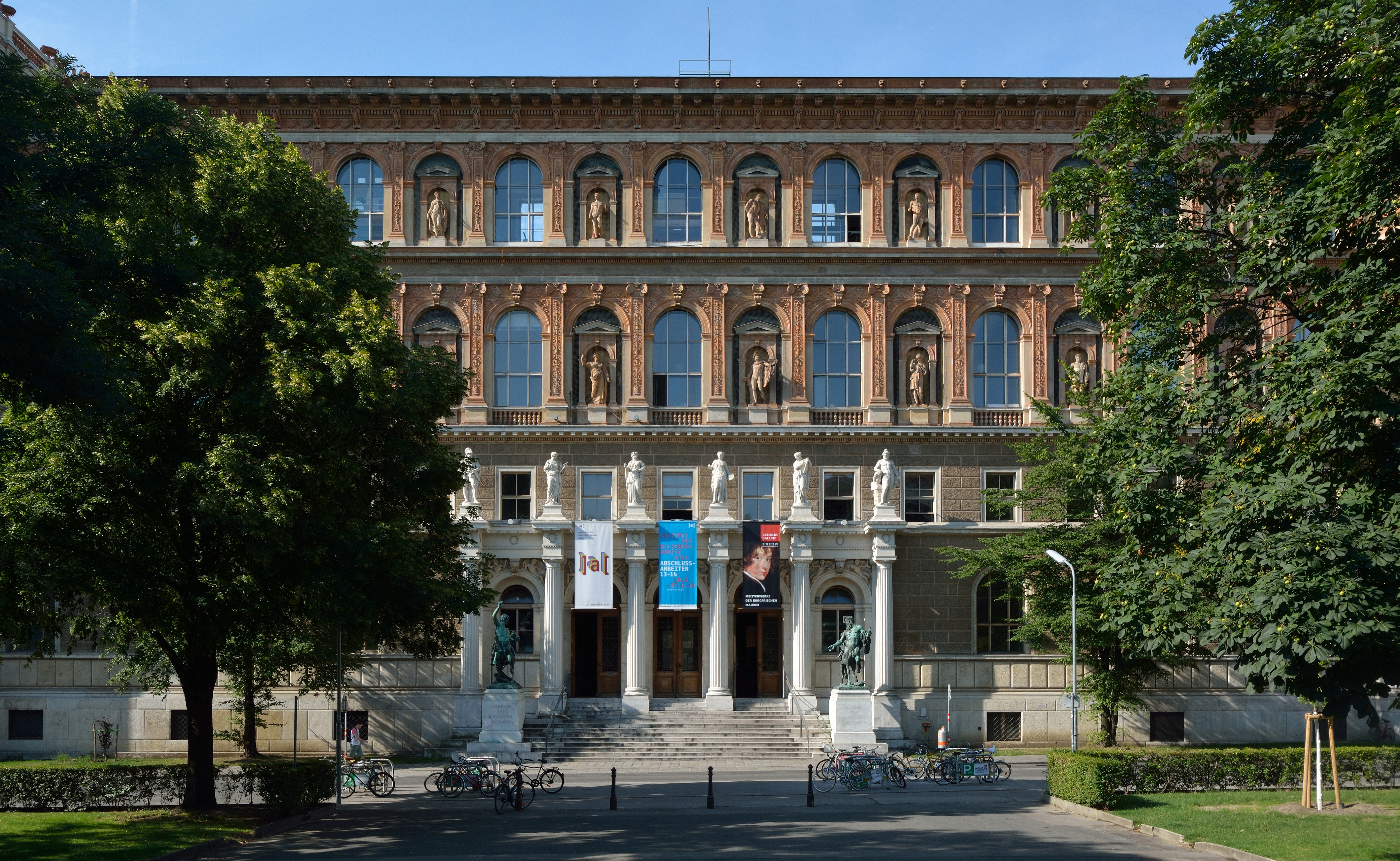
Academia de Belas-Artes de Viena
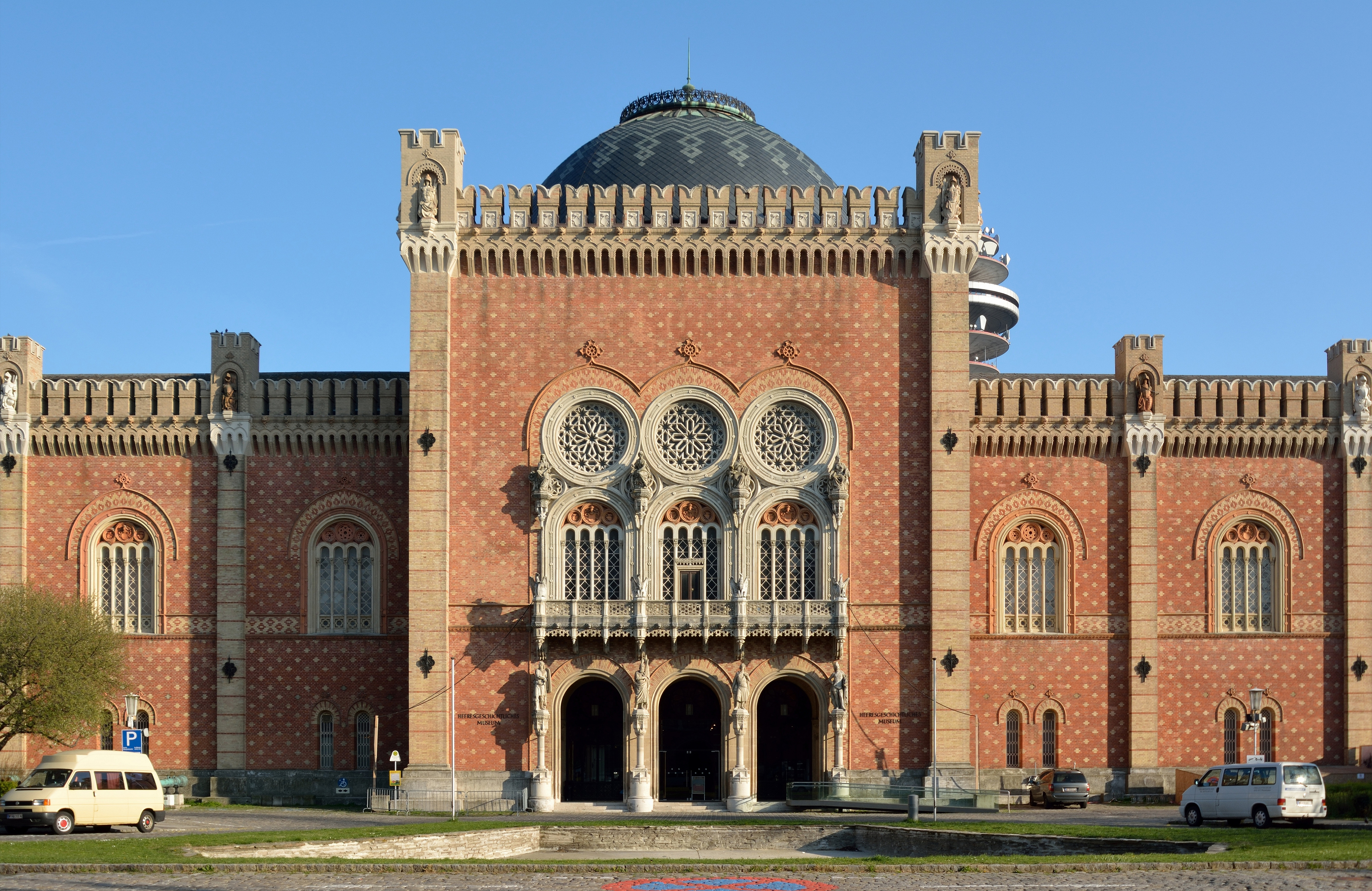
Heeresgeschichtliches Museum im Arsenal, Mittelbau
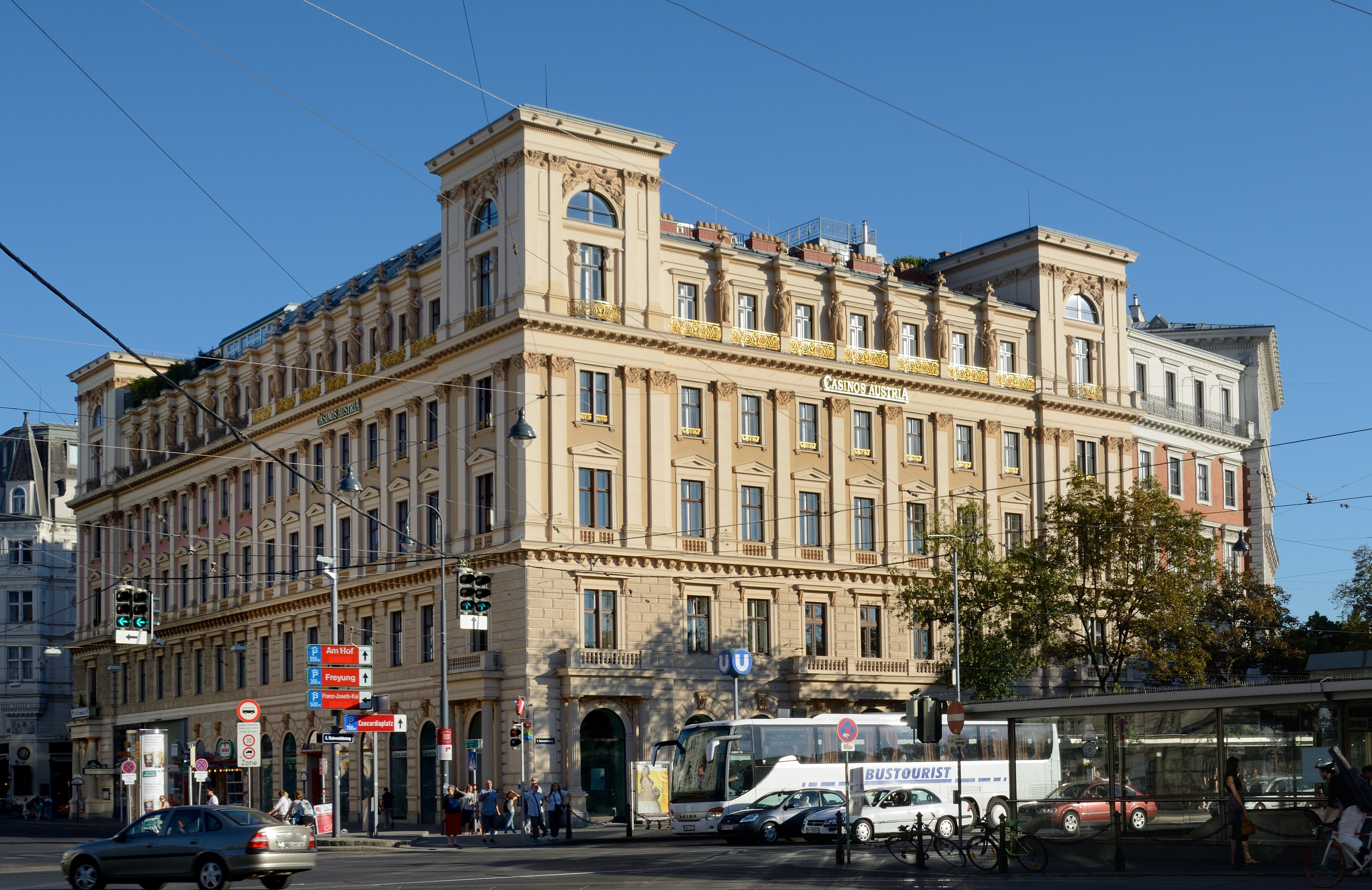
Palais Ephrussi, Universitätsring